# Palena, Chile
Palena este o comună din provincia Palena, regiunea Los Lagos, Chile, cu o populație de 1.773 locuitori (2012) și o suprafață de 2763,7 km2.